# Fenite
La fenite è una roccia metasomatica di alta temperatura (>650 °C), composta principalmente da un feldspato alcalino, albite, nefelina, pirosseni alcalini e anfiboli alcalini. Può assomigliare molto a una sienite e viene facilmente scambiata per questa. La tessitura è isotropa o granofelsica. il colore, è estremamente variabile (roseo, verdolino, rossiccio) e la grana da fine a grossolana.

## Etimologia
Il nome viene dall'intrusione carbonatitica di Fen, in Norvegia, dove la sostituzione metasomatica è stata descritta per la prima volta.

## Caratteri mineralogici e varietà
Il feldspato alcalino è solitamente una miscela isomorfa di feldspato potassico e feldspato sodico sotto forma di pertite o antipertite. Le pertiti sono strutture tipiche dei feldspati alcalini che si formano ad alta temperatura e raffreddano lentamente; a basse temperature la miscibilità allo stato solido di feldspato potassico e albite si riduce notevolmente. Si ha così la formazione di due fasi distinte, che danno origine a cristalli di una delle due fasi con all'interno smescolamenti sotto forma di gocce, plaghe irregolari, lamelle ecc. dell'altra fase. Nelle pertiti s.s. è Il feldspato potassico ad ospitare minori quantità di albite, nelle antipertiti avviene il contrario. Il pirosseno alcalino può essere l'egirina, l'egirina-diopside o l'egirinaugite. L'anfibolo alcalino può essere l'arfvedsonite, la riebeckite, l'hastingsite o la richterite. Possono essere presenti in quantità subordinate anche la mica biotite-flogopite, mentre comuni accessori sono la titanite e l'apatite. La calcite è presente in alcune varietà di fenite. Altre varietà sono composte esclusivamente da feldspato alcalino. Tveitåsite è il nome locale di una varietà melanocratica di fenite, composta principalmente da egirinaugite e talvolta pertite; può contenere anche titanite, apatite e nefelina.

## Ambiente di formazione
Le feniti sono collegate ai complessi magmatici ultrafemici alcalini e possono sostituire  per metasomatismo un'ampia varietà di rocce: rocce ultrafemiche e carbonatiti formatesi in un precedente stadio magmatico, ma anche rocce circostanti acide, come graniti e gneiss, e più raramente arenarie. 

Il processo di fenitizzazione avviene in aureole di esocontatto, cioè nelle rocce circostanti una massa magmatica formata da nefelinsieniti e si sviluppa principalmente o completamente durante lo stadio magmatico, a partire da fluidi magmatici alcalini sottosaturi in silice. Il trasporto in massa va a modificare l'iniziale composizione delle rocce circostanti (queste di norma sono sempre significativamente meno alcaline e sature in silice) verso una composizione simile al magma, con la formazione di una serie di zone metasomatiche. Lo spessore delle aureole di fenitizzazione può raggiungere diversi km.

La zonazione della fenite dipende fortemente dal tipo di roccia che viene sostituito e dal tipo di magma. Nel caso più generale la zona più esterna, più lontana dal contatto con la roccia intrusiva, è caratterizzata dalla scomparsa del quarzo, la zona intermedia è comunemente composta da pirosseno o anfibolo + ortoclasio (e/o albite). La zona più interna può contenere nefelina o talvolta essere formata esclusivamente da nefelina. Questa zona contiene propaggini di magma alcalino.

## Distribuzione
Le feniti sono diffuse intorno ai complessi magmatici alcalini e carbonatitici prevalentemente tardo precambrici:
- complesso alcalino di Alnö (Svezia)
- complesso alcalino di Fen (Norvegia)
- Penisola di Kola (Russia)
- Eden lake, Manitoba (Canada)